# Crucianella macrostachya
Crucianella macrostachya är en måreväxtart som beskrevs av Pierre Edmond Boissier. Crucianella macrostachya ingår i släktet Crucianella och familjen måreväxter. Inga underarter finns listade i Catalogue of Life.